# Реріг
Реріг (нім. Röhrig) — громада в Німеччині, розташована в землі Тюрингія. Входить до складу району Айхсфельд. Складова частина об'єднання громад Удер.
Площа — 2,81 км2. Населення становить 221 ос. (станом на 31 грудня 2021).